# کنتو میسائو

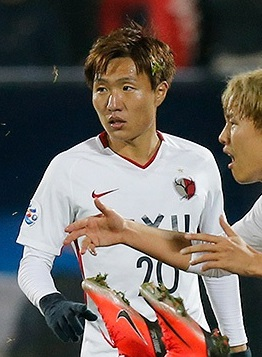
کنتو میسائو

کنتو میسائو (به انگلیسی: Kento Misao) بازیکن فوتبال اهل ژاپن و عضو باشگاه فوتبال کاشیما آنتلرز است.